# تست آنکوتایپ
تست آنکوتایپ (oncotype dx) یک تست غیر تهاجمی  برای کشف سرطان به‌ویژه سرطان سینه می‌باشد. به این تست ۲۱ ژن نیز گفته می‌شود.